# Работническо-селска червена гвардия
Работническо-селска червена гвардия е клон на Корейската народна армия. Тя е полувоенно формирование, което заедно с Младежката червена гвардия съставя резервите на севернокорейската армия, наброяващи 7,7 млн. души. Числеността на работническо-селската червена гвардия е около 4,2 млн. души на възраст между 40 и 60 години, чиято военна служба не е постоянна. Те са организирани на ниво село, град и провинция. Съответно бойните части са:
- взвод – няколко взвода са включени в състава на рота;
- рота – селото има своя рота (понякога повече от една, при по-големите села);
- батальон – всеки град има свой батальон, понякога повече от един;
- бригада – бригадата включва всички батальони, роти и взводове от дадена провинция.

Работническо-селската гвардия е сравнително леко въоръжена – основните лични оръжия са автомати Калашников, леки картечници и минохвъргачки с калибър до 60 мм. Има и невъоръжени бойни части, които само се подготвят за война.